# Кампана
Кампа̀на (на италиански: Campana) е село и община в Южна Италия, провинция Козенца, регион Калабрия. Разположено е на 617 m надморска височина. Населението на общината е 1936 души (към 2012 г.).